# منطقه تاریخی شوگر هیل (دیترویت)
منطقه تاریخی شوگر هیل (به انگلیسی: Sugar Hill Historic District) یک منطقهٔ مسکونی در ایالات متحده آمریکا است که در میشیگان واقع شده‌است.